# Бруд-Старий
Бруд-Старий (пол. Bród Stary) — село в Польщі, у гміні Сувалки Сувальського повіту Підляського воєводства.
Населення — 61 особа (2011).
У 1975-1998 роках село належало до Сувальського воєводства.

## Демографія
Демографічна структура станом на 31 березня 2011 року:
|          | Загалом | Допрацездатний вік | Працездатний вік | Постпрацездатний вік |
| -------- | ------- | ------------------ | ---------------- | -------------------- |
| Чоловіки | 22      | 3                  | 15               | 4                    |
| Жінки    | 39      | 9                  | 25               | 5                    |
| Разом    | 61      | 12                 | 40               | 9                    |